# Rileah Vanderbilt
Rileah Vanderbilt (Cripple Creek, 20 de agosto de 1979) é uma atriz e produtora cinematográfica norte-americana. É uma das fundadoras da equipe de produção conhecida como "Team Unicorn".

## Carreira
A estreia de Vanderbilt no cinema se deu em Hatchet, filme slasher de 2006, no qual interpretou o jovem Victor Crowley. Ela repetiu esse papel em Hatchet II (2010) e interpretou a policial Dougherty em Hatchet III (2013); também desempenhou papéis menores em Spiral (2007) e Frozen (2010).
Por meio de sua produtora Danger Maiden Productions, Vanderbilt e Clare Grant criaram, produziram e estrelaram o curta-metragem Saber, vencedor de dois prêmios no Star Wars Fan Film Awards de 2009. Em 2010, a dupla trabalhou com Milynn Sarley e Michele Boyd sob o nome de "Team Unicorn" para criar uma série de vídeos, começando com uma paródia do videoclipe da canção "California Gurls" de Katy Perry, G33k & G4m3r Girls, o qual alcançou um milhão de visualizações em sua primeira semana.
Em 2011, ela vazou online um comercial provocativo que ela filmou com Serena Williams para uso potencial na campanha de divulgação do Top Spin 4; a 2K Sports havia se recusado a usar o comercial e criticou o lançamento do material por Vanderbilt como "não autorizado". Em 2013, a Adult Swim anunciou que Rileah foi uma das criadoras e protagonizaria um piloto baseado na websérie idealizada por ela, Team Unicorn. Ela também apareceu como ela mesma, junto com Ray Wise, Kane Hodder, Tom Holland, Mick Garris e Steven Barton no filme de terror Digging Up the Marrow, dirigido por Adam Green.

## Vida pessoal
Vanderbilt conheceu o ator, diretor e roteirista Adam Green em 2002, em um bar localizado em West Hollywood, Califórnia, chamado Rainbow Bar & Grill, e se casou com ele em 26 de junho de 2010. Após quatro anos de casamento, eles se divorciaram oficialmente em 2014. Desde 2016, Rileah namora o engenheiro da NASA Bobak Ferdowsi.